# 韩是今
韩是今（1908年10月—2005年1月8日），陕西省府谷县人，中国共产党高级领导干部，曾任内蒙古自治区交通厅长、内蒙古自治区人民检察院检察长，副省级离休干部，正省级医疗待遇。

## 生平
1926年6月在府谷县参加革命。1927年6月加入中国共产党。
1978年初恢复工作，任内蒙古自治区革命委员会工交办顾问。1978年3月任内蒙古自治区人民检察院党组书记、检察长，兼自治区党委政法工作领导小组副组长，中共内蒙古自治区纪律检查委员会委员。1979年12月18日至27日内蒙古自治区五届人大二次会议选举韩是今为自治区检察院检察长。
1984年4月离职休养。

## 纪念
2021年中共鄂托克旗委宣传部策划，鄂托克旗文化和旅游局、鄂托克旗乌兰牧骑创排的原创红色文化6幕话剧《星火桃力民》公开演出。该剧以1935年最早进入桃力民地区的共产党人杨子华和韩是今创建桃力民抗日根据地的故事为原型，创作改编。 